# Городские стены

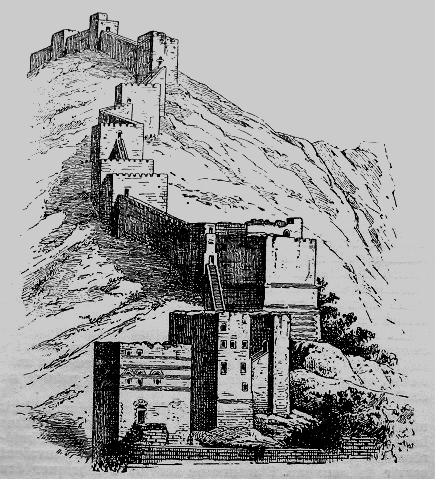
Городские стены Антиохии

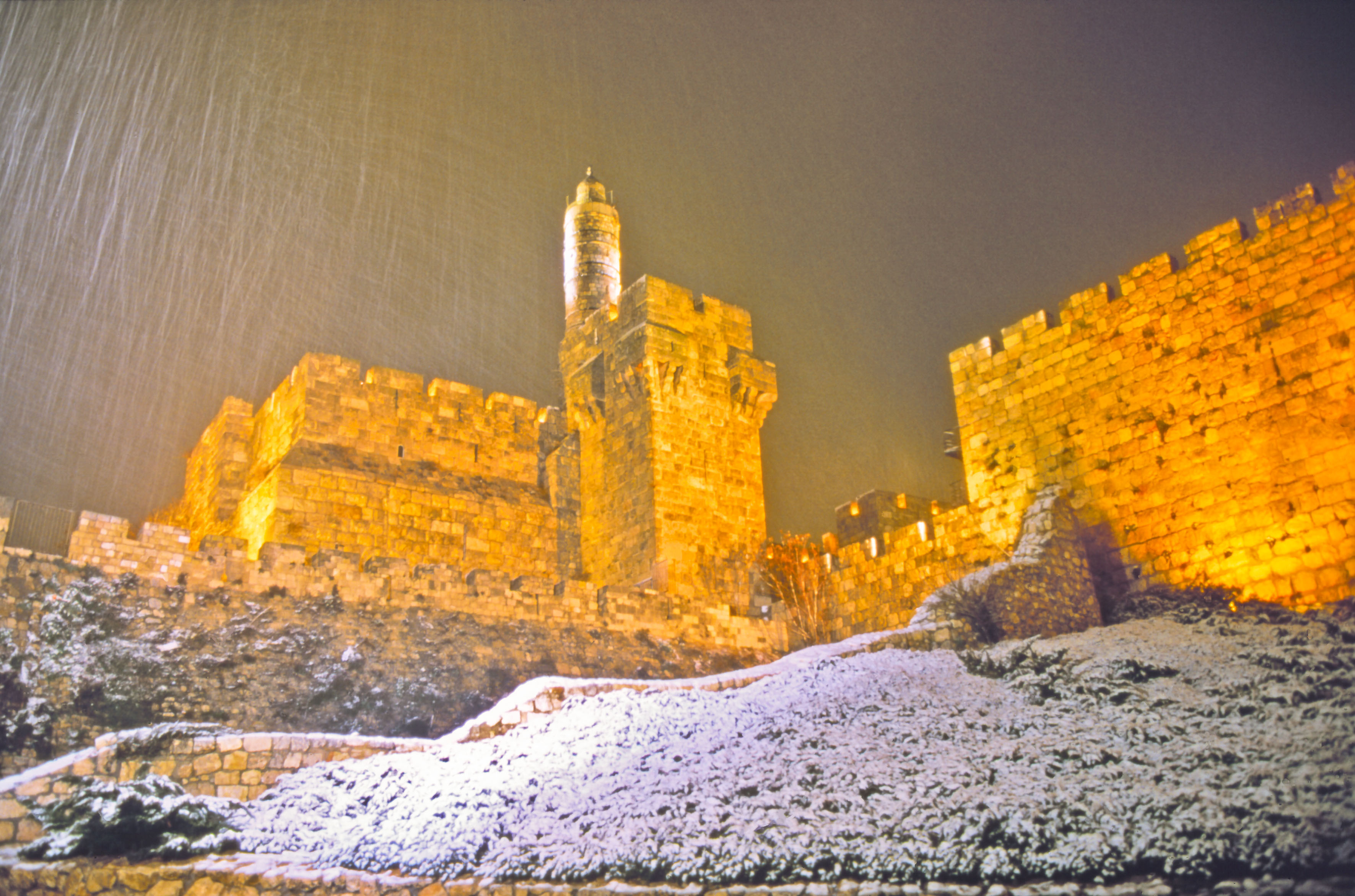
Иерусалимская стена в снежную погоду

Городские стены — историческое защитное сооружение города.
Сооружались из камней или глины на высоту, минимум, человеческого роста, чаще значительно выше. Частично или полностью окружали город, иногда включали естественные преграды, такие как скалы или реки. Попасть в город можно было только через ворота. В средневековье возведение городских стен было привилегией, которая не давалась автоматически с городским правом. Городские стены стали символом городов.
Чтобы держать в повиновении население городов, и для облегчения локализации восстания, город разделялся поперечными стенами на несколько частей, например город Дамаск. Зажиточная часть населения часто занимала кварталы города, также отделённые от беднейшей части города стенами, как было, например, в городе Карфаген.